# Gerichtsamt Werdau
Das Gerichtsamt Werdau war in den Jahren zwischen 1856 und 1874 die unterste Verwaltungseinheit und von 1856 bis 1879 nach der Abschaffung der Patrimonialgesetzgebung im Königreich Sachsen Eingangsgericht. Es hatte seinen Amtssitz in der Stadt Werdau.

## Geschichte
Nach dem 1854 erfolgten Tod des Königs Friedrich August II. von Sachsen wurde unter dessen Nachfolger  König Johann nach dem Vorbild anderer Staaten des Deutschen Bundes die Abschaffung der Patrimonialgesetzgebung verordnet. An die Stelle der bisher im Königreich Sachsen in Stadt und Land vorhandenen Gerichte der untersten Instanz traten die zentral gelegenen Bezirksgerichte und Gerichtsämter in nahezu allen größeren Städten. Die Details der Verwaltungsreform regelte das sächsische Gerichtsverfassungsgesetz vom 11. August 1855 und die Verordnung über die Bildung der Gerichtsbezirke vom 2. September 1856.
Stichtag für das Inkrafttreten der neuen Behördenstruktur im Königreich Sachsen war der 1. Oktober 1856. Das neugebildete Gerichtsamt Werdau unterstand dem Bezirksgericht Chemnitz.
Die Zivil- und Kriminalgerichtsbarkeit im Weichbild der Stadt wurde in allen ihren Zweigen vom Gerichtsamt Werdau verwaltet. Die Polizei und die Polizeigerichtsbarkeit aber stand, mit Ausnahme des Pass- und Fremdenwesens, welches auch das Gerichtsamt Werdau verwaltete, dem Bürgermeister und städtischem Rat zu, dem somit die gesamte Wohlfahrts-, Sicherheits-, Gewerbe- und Gesindepolizei  sowie das Innungswesen unterstand.
Nach der Neustrukturierung der Gerichtsorganisation gemäß dem Gesetz über die Organisation der Behörden für die innere Verwaltung vom 21. April 1873 gingen die Verwaltungsbefugnisse der Gerichtsämter 1874 auf die umgestalteten bzw. neu gebildeten Amtshauptmannschaften über.
Das Gerichtsamt Crimmitschau wurde im Zuge der Neustrukturierung der sächsischen Gerichtsorganisation gemäß dem Gesetz über die Organisation der Behörden für die innere Verwaltung vom 21. April 1873 in die im Jahre 1874 neugeschaffene Amtshauptmannschaft Zwickau mit Sitz in Zwickau integriert.
1879 wurde das Gerichtsamt Werdau auf Grund des Gesetzes über die Bestimmungen zur Ausführung des Gerichtsverfassungsgesetzes im Deutschen Reich vom 27. Januar 1877 und des Gesetzes über die Zuständigkeit der Gerichte in Sachen der nichtstreitigen Gerichtsbarkeit vom 1. März 1879 durch das neu gegründete Amtsgericht Werdau abgelöst.

## Zuständigkeit
Das Gerichtsamt Werdau war für folgende Orte zuständig: Albertsdorf (Nieder- und Ober-); Beiersdorf; Bernsdorf (Klein-); Bernsdorf (Langen-); Blankenhain; Chursdorf; Gospersgrün; Hartmannsdorf; Hessen (Langen-); Königswalde; Leubnitz; Neudeck; Reuth; Ruppertsgrün; Rüßdorf; Rußdorf (Klein-); Seelingstädt; Steinpleis (Nieder-, Ober-, Unter-); Stöcken; Trünzig; Walddorf; Werdau; Wolframsdorf; Zwirtzschen sowie die Forstreviere Langenbernsdorf und Neudeck.

## Schriftliche Überlieferung
Die Archivalien des Gerichtsamts Werdau werden als Bestand 33037 Gerichtsamt Werdau heute im Sächsischen Staatsarchiv – Staatsarchiv Chemnitz verwaltet. Dieser kleine Splitterbestand umfasst 0,4 laufende Meter Archivgut aus den Jahren 1846 bis 1882.